# Rubén Salazar Gómez
Rubén Salazar Gómez (ur. 22 września 1942 w Bogocie) – kolumbijski duchowny katolicki, arcybiskup Bogoty w latach 2010–2020, kardynał.

## Posługa kapłańska
Święcenia kapłańskie otrzymał 20 maja 1967 i został inkardynowany do diecezji Ibagué. Pracował głównie jako duszpasterz parafialny, był także m.in. ojcem duchownym w Colegio Tolimense oraz dyrektorem departamentu Konferencji Episkopatu Kolumbii ds. duszpasterstwa społecznego.
W dniu 11 lutego 1992 został mianowany biskupem diecezji Cúcuta. Sakry biskupiej udzielił mu 25 marca 1992 ówczesny nuncjusz apostolski w Kolumbii – arcybiskup Paolo Romeo. 
18 maja 1999 został mianowany biskupem ordynariuszem archidiecezji Barranquilla.
W latach 2008–2014 pełnił funkcję przewodniczącego Konferencji Episkopatu Kolumbii.
8 lipca 2010 papież Benedykt XVI mianował go arcybiskupem Bogoty. Ingres odbył 13 sierpnia 2010. 19 maja 2011 wybrany na czteroletnią kadencję wiceprzewodniczącym Rady Biskupów Ameryki Łacińskiej.
Dnia 24 października 2012 papież ogłosił, iż Salazar Gómez znajduje się wśród nowych kardynałów, których oficjalna kreacja nastąpiła na konsystorzu w dniu 24 listopada.
Brał udział w konklawe 2013, które wybrało papieża Franciszka.
13 maja 2015 został wybrany na czteroletnią kadencję przewodniczącego CELAM.
25 kwietnia 2020 papież Franciszek przyjął jego rezygnację z posługi arcybiskupa Bogoty, złożoną ze względu na wiek emerytalny.
22 września 2022 po ukończeniu 80 lat utracił prawo do udziału w konklawe.